# Mordella quadripunctata
Mordella quadripunctata is een keversoort uit de familie spartelkevers (Mordellidae). De wetenschappelijke naam van de soort is voor het eerst geldig gepubliceerd in 1824 door Say.